# Euphyia kirschi
Euphyia kirschi là một loài bướm đêm trong họ Geometridae.